# إدورد زويك
إدورد زويك (بالإنجليزية: Edward Zwick)‏ (8 أكتوبر 1952) مخرج وصانع أفلام أمريكي وحاصل على جائزة الأوسكار في الإنتاج.

## النشأة
ولد زويك لأسرة أمريكية يهودية في شيكاغو عاصمة ولاية إلينوي من روث إلن - الأم - وألن زويك - الأب - وتخرج العام 1975 بدرجة ماستر في الفنون الجميلة.

## الأفلام
- About Last Night... 1986
- المجد 1989
- Leaving Normal  [لغات أخرى]‏ 1992
- أساطير الخريف 1994
- الشجاعة تحت النار 1996
- The Siege 1998
- الساموراي الأخير 2003
- Blood Diamond 2006
- المدافع 2008
- حب ومخدرات أخرى 2010
- تضحية البيدق 2014
- جاك ريتشر: لا عودة مطلقا 2016
- The American Can (TBA

## روابط خارجية
- إدورد زويك على موقع IMDb (الإنجليزية)
- إدورد زويك على موقع الموسوعة البريطانية (الإنجليزية)
- إدورد زويك على موقع مونزينجر (الألمانية)
- إدورد زويك على موقع ألو سيني (الفرنسية)
- إدورد زويك على موقع ميوزك برينز (الإنجليزية)
- إدورد زويك على موقع تيرنر كلاسيك موفيز (الإنجليزية)
- إدورد زويك على موقع أول موفي (الإنجليزية)
- إدورد زويك على موقع بوكس أوفيس موجو (الإنجليزية)
- إدورد زويك على موقع قاعدة بيانات الأفلام السويدية (السويدية)
- إدورد زويك على موقع إن إن دي بي (الإنجليزية)